# Guglielmo Quadrotta
Guglielmo Quadrotta (Frosinone, 28 febbraio 1888 – Roma, 1975) è stato un giornalista, scrittore e editore italiano.

## Biografia
Iniziò la sua carriera di pubblicista a Frosinone, lavorò in Libia, a Tripoli, e soprattutto a Roma, dove si trasferì in età matura, come giornalista nel «Movimento giovanile cattolico», quando è anche segretario di don Romolo Murri. Con Bernardino Varisco, Luigi Salvatorelli, Giulio Farina e Felice Perroni partecipò al «Movimento di studi religiosi» e con alcuni di questi si unì alla fondazione dell'associazione Unione Nazionale di Giovanni Amendola.
Fondò diverse case editoriali, fra cui Libera editrice romana e Cultura contemporanea, pubblicando nel 1914 l'opera di Giovanni Papini «La Toscana e la filosofia italiana, Popoli e città, Persone e personaggi». Fu poi redattore nel Giornale d'Italia, ne Il Messaggero, corrispondente per Il secolo di Milano, e redattore capo e infine direttore de L'Azione. Collaborò a Nuova antologia e La tribuna.
In ambito giornalistico fondò le riviste Uomini e tempi, Critica d'arte, Rassegna del Lazio e il Giornale di Fiuggi e del Lazio meridionale.

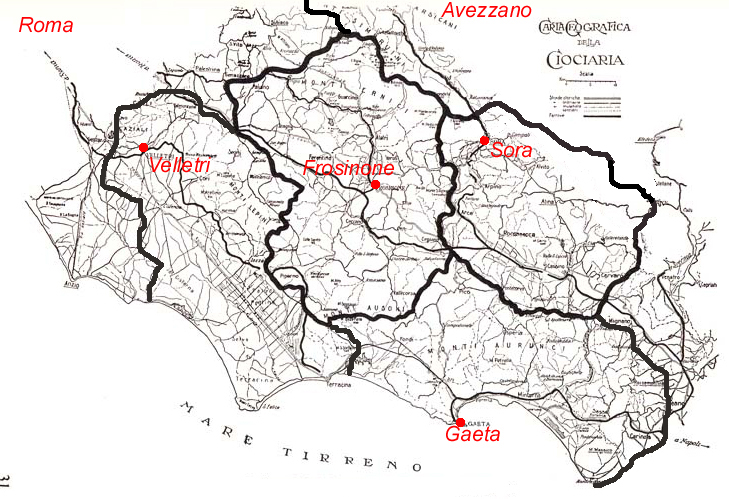
Una carta della Ciociaria pubblicata in Rassegna del Lazio e in I Ciociari di Willy Pocino.

### Attività politica
Nel 1924, per divulgare il progetto di costituire la provincia di Frosinone, insieme al sindaco della città Pietro Gizzi, seguendo l'esempio delle varie iniziative culturali che sorgevano in altre città laziali (a Viterbo «La nuova Provincia» ed a Rieti «Latina Gens» e «Terra Sabina») per l'istituzione di nuove entità amministrative, fondò e diresse «La Ciociaria». Alla rivista collaboravano pubblicisti e storici del frusinate, alcuni dei quali dichiaratamente fascisti. Probabilmente condividendo i disegni politici di chi prevedeva la soppressione della provincia di Terra di Lavoro, gli studiosi che pubblicavano per il Quadrotta nei loro articoli proposero l'istituzione una vera e propria «nuova regione» che, secondo il Gizzi, avrebbe dovuto comprendere l'intera Valle del Liri da Tagliacozzo a Sessa Aurunca, le paludi pontine da Anzio a Terracina, nonché parte dell'attuale Molise con Venafro, ed essere chiamata Ciociaria. La propaganda politica ebbe un discreto successo e nel 1927 fu istituita nel Lazio una nuova provincia con capoluogo Frosinone.
Emerse poi anche entro i ranghi dell'Azione Cattolica, per la quale fondò l'«Associazione di uomini cattolici», gettando le basi di quella che sarà poi la Democrazia Cristiana nel 1945, di cui fra l'altro fu iscritto come membro della giunta esecutiva nel Comitato Romano. Con Don Carlo Gnocchi diede vita all'Associazione nazionale per la difesa della Gioventù. Ebbe stretti rapporti con Alcide De Gasperi, Filippo Turati, Giovanni Gnocchi e Luigi Pietrobono.